# École chez soi
 (septembre 2023).
Si vous disposez d'ouvrages ou d'articles de référence ou si vous connaissez des sites web de qualité traitant du thème abordé ici, merci de compléter l'article en donnant les références utiles à sa vérifiabilité et en les liant à la section « Notes et références ».
L'École Chez Soi est un des plus anciens instituts privés de formation à distance, spécialisé dans le bâtiment et les travaux publics, fondé en 1891 par Léon Eyrolles, qui sera aussi par ailleurs le fondateur de l’École spéciale des travaux publics, du bâtiment et de l'industrie (ESTP) et des Éditions Eyrolles.

## Présentation et historique
L'École Chez Soi est un organisme privé de formation professionnelle à distance spécialisé dans le bâtiment et travaux publics fondé en 1891 par Léon Eyrolles.
Cet organisme est placé sous contrôle pédagogique de l'Éducation Nationale et enregistré auprès des services du Ministère du Travail qui fournit chaque année un bilan pédagogique et financier. Par ailleurs, l'École Chez Soi a reçu le label « Gazelle » 2005 et 2006 de l’économie française.
Les études s'y sont déroulées pendant longtemps exclusivement par correspondance, jusqu'à l'invention des « nouvelles » technologies et l'apparition dans l'école de l'apprentissage en ligne.
L'Ecole Chez Soi fait maintenant partie d'un groupe d'écoles nommé SKILL AND YOU, situé à Montrouge (92).

## Formations
L'Institut fonctionne sous contrôle pédagogique de l'État[réf. nécessaire] et assure des formations jusqu'au niveau d'ingénieur. Il prépare aussi à des examens d'État tel que le BTS. 
En 2015, environ 4.000 Élèves sont en formation  au sein d'ECS. 
L'École Chez Soi collabore au placement de ses élèves, par l'intermédiaire de StepStone, site de recherche d'emplois en ligne.[réf. nécessaire]
Des partenaires collaborent activement avec l'Établissement, c'est le cas de BV Certification, de Rabot-Dutilleul, de Bouygues Bâtiment Ile de France, et du groupe Moniteur.[réf. nécessaire]